# Denis Vaughan
Denis Vaughan (Melbourne, 6 giugno 1926 – 7 luglio 2017) è stato un direttore d'orchestra australiano, più noto per aver creato la National Lottery inglese.
Studiò organo, pianoforte e contrabbasso, nel 1947 ottenne il titolo di Bachelor of Music presso l'università di Melbourne, vinse una borsa di studio presso il Royal College of Music a Londra.
Continuò a studiare e a suonare, nel 1950 entrò nella Royal Philharmonic Orchestra dove venne "scoperto" da Thomas Beecham che lo incoraggiò a diventare direttore d'orchestra, facendone il suo vice.
Soggiornò per 14 anni a Roma, registrando vari dischi di musica sinfonica con la RCA (Schubert, Haydn, Mozart ecc.), dirigendo anche l'Orchestra Scarlatti di Napoli. A metà degli anni settanta si trasferì dapprima a Monaco di Baviera, in seguito ad Adelaide dove è stato direttore stabile del Teatro dell'Opera e infine a Londra.
A Londra, ha letteralmente inventato e fatto realizzare la National Lottery, e ha fondato la fondazione CAARE, una "Charity Foundation", intesa a fornire ai giovani inglesi un modo sano di spendere il loro tempo libero fra sport, musica e arte in genere.